# 新潟県道505号入ノ平白馬線
新潟県道505号入ノ平白馬線（にいがたけんどう505ごう いりのたいらはくばせん）とは、新潟県糸魚川市内を通る一般県道である。

## 概要
糸魚川市最西南端の木地屋地区と一級河川姫川左岸に開かれている集落を結ぶ。
起点（ビワ平）から先は市道蓮華線により飛騨山脈（後立山連峰）への登山拠点でもある蓮華温泉に至る。終点付近では国道148号と立体交差しているものの、当県道からは直接流出入することはできない。
1970年代には富山県側の構想として、宇奈月温泉から朝日岳を越え蓮華温泉に至るスーパー林道の建設計画が持ち上がったこともあったが、着工に結びつくことは無く、2021年現在も入ノ平白馬線の延伸工事や指定区間の変更等は行われていない。

### 路線データ
- 起点：新潟県糸魚川市大字大所字入の平796-6
- 終点：新潟県糸魚川市大字大所字牧山989-20（＝大所川橋南詰、新潟県道375号平岩停車場蒲原線起点）

## 路線状況
全区間セメントやアスファルトで舗装されている。
規格改良に関しては、全体の約95.5％にあたる5.4904km＝5490.4mは改良済みである。全区間3.5m以上の幅員が確保されており、このうち全体の約50.6％にあたる2.9089km（＝2908.9m）は幅員が5.5m以上となっている。歩道は0.050km（＝50m）設置されている。

## 地理

### 通過する自治体
- 新潟県
糸魚川市

### 交差する道路
- 新潟県道375号平岩停車場蒲原線（新潟県糸魚川市大所：終点）

### 沿線
- 飛騨山脈
  - 白馬乗鞍岳
  - 小蓮華山
  - 鉢ヶ岳
  - 雪倉岳
  - 朝日岳
- 蓮華温泉
- 姫川
  - 大所川
- デンカ 大所川発電所
- 国道148号 山之坊トンネル、大所トンネル
- JR大糸線 平岩駅